# August Sebastianus Nouzenus
August Sebastianus Nouzenus (auch  Sebastianus Nouzenus oder August Sebastian Nuzenus; * 23. April 1503 in Saeftingen an der Schelde; † 18. April 1536 in Marburg) war ein deutsch-niederländischer Theologe, Hebraist und Jurist.

## Leben
Nouzenus absolvierte die niedere Schule seines Heimatortes. 1512 konnte er auf die Lateinschule von Aerschot wechseln, an der er für das Studium der Universität vorbereitet wurde. Er nahm das Studium der sieben freien Künste und der Theologie an der nahegelegenen Universität Löwen auf. Dort wurde er 1520 zum Magister der Künste graduiert. Nach einer Reise durch Flandern gab er Vorlesungen an der Universität in Löwen. Vier Jahre in Gent und kurz Antwerpen wirkte er als Lehrer insbesondere der Theologie und der Philosophie.
Nouzenus floh vor den Wirren der Reformation aus Flandern, um einer Verhaftung zu entgehen, gab damit auch seine Bibliothek auf, und ließ sich 1526 in Wittenberg nieder. An der Universität Wittenberg vertiefte er sein Wissen zur hebräischen Sprache, bevor er im Mai 1527 einem Ruf als Professor der Hebräischen Sprache an die Theologische Fakultät der Universität Marburg folgte. Dort widmete er sich neben seiner Professur dem Studium der Rechtswissenschaft und wurde in der Folge Hessischer Rat und Beisitzer am Hofgericht Marburg. Am 11. November 1535 wurde er von der Juristischen Fakultät zum Doktor der Rechte promoviert und qualifizierte sich zum Lehramt an dieser Fakultät. Er starb jedoch bereits im darauffolgenden Frühjahr.
Nouzenus amtierte über drei Amtszeiten im ersten und zweiten Halbjahr 1531 und im zweiten Halbjahr 1533 als Rektor der Universität Marburg.

## Schrift
- De Literarum, vocum et accentuum hebraicorum natura, f. de prima fermonis hebraici lectione libellus..., Marburg 1532.